# Stroganov

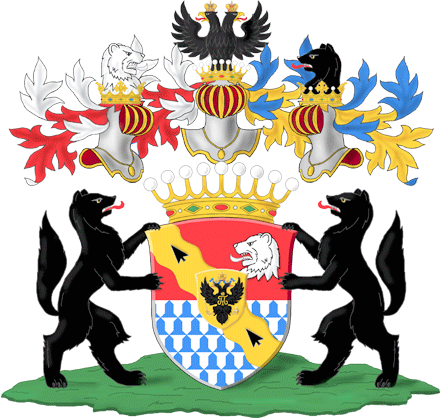
Wapen van Stroganov tot 1836

De grafelijke familie Stroganov (Russisch: Строгановы, Stroganovy, Строгоновы, Strogonovy) (Franse spelling Stroganoff), vroeger in Nederland ook "Strogonoff" genoemd, was vanaf de 16e eeuw een belangrijke commerciële maar ook politieke macht in Rusland. De familie begon met zouthandel vanuit Solvytsjegodsk en beheerste uiteindelijk een groot deel van de Russische interne en externe handel. Later werd het handelsnetwerk nog verder uitgebreid en strekte hun imperium zich uit van West-Europa tot Centraal-Azië.
Vanaf 1558 kreeg de familie grote delen van het land Perm in bezit. De Stroganovs kregen de opdracht de gebieden economisch te ontwikkelen. In ruil kregen ze belastingvrijheid voor henzelf en hun kolonisten. Ze verkregen bestuurlijke macht over hun gebieden en het recht militaire forten te stichten en te beheren.
In 1574 verkregen de Stroganovs opnieuw zulke territoriale rechten, dit keer voor het gebied rond de rivieren Toera en Tobol ten oosten van de Oeral. Omdat er wegens de Lijflandse Oorlog een gebrek aan manschappen heerste, kregen de Stroganovs het recht ook bandieten en kozakken in hun strijdmacht op te nemen. Dit leidde in 1581 tot de oprichting van de Siberische Kozakken en Jermaks daaropvolgende veroveringen in Siberië. Isaac Massa schreef dat de familie rijk was geworden door daar bont op te kopen.
Vanaf de 18e eeuw droeg elke generatie bij aan de uitbreiding van het familiekapitaal en de macht en invloed die daarmee gepaard gingen. Aan dit alles kwam een abrupt einde met de Russische Revolutie van 1917. Graaf Stroganov moest vluchten voor de bolsjewieken en alle familiebezittingen werden genationaliseerd.
Het laatstlevende lid van de familie, Hélène de Ludinghausen, woont tegenwoordig in Parijs, alwaar ze door middel van The Stroganov Foundation de conservatie en restauratie van de Russische nalatenschap van haar familie probeert te bewerkstelligen.

## Trivia
De stroganoffsaus is een saus die naar de familie is vernoemd.